# Klara Hitler

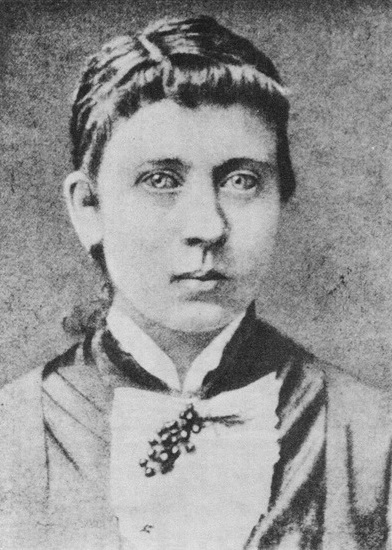
Klara Pölzl, vereh. Hitler

Klara Hitler (* 12. August 1860 als Clara Pölzl in Spital; † 21. Dezember 1907 in Linz-Urfahr) war eine österreichisch-ungarische Hausfrau. Als dritte Ehefrau von Alois Hitler, den sie am 7. Jänner 1885 in Braunau geheiratet hatte, wurde sie Mutter von sechs Kindern, ihr drittes war der spätere Diktator Adolf Hitler. Klara Pölzl zählt zur Familie Hitler.

## Leben

### Herkunft
Klara Pölzl stammte aus dem Kleinhäuslertum des Waldviertels an der böhmisch-österreichischen Grenze in Österreich-Ungarn. Sie kam als Tochter des Gütlers Johann Bap. Pölzl (1828–1902) und dessen Gattin Johanna Hüttler (1830–1906) im Haus Spital Nr. 24 auf die Welt.
Sie hatte zwei Schwestern: Johanna (1863–1911), die buckelig war, unverheiratet blieb und als streitbar und schwierig galt und Theresia (1868–1938), die den wohlhabenden Bauern Anton Schmidt (1867–1935) heiratete.

### Verwandtschaft mit Alois Hitler
Klara war die Enkelin des Bauern Johann Nepomuk Hüttler, dessen Bruder Johann Georg Hiedler der Stiefvater von Adolf Hitlers Vater Alois Hitler gewesen war. Hüttler veranlasste 1876 – Jahre nach dem Tod von Hiedler und Alois Hitlers Mutter Maria Anna Schicklgruber –, dass Hiedler als Alois’ leiblicher Vater eingetragen wurde. Hiedler und Hüttler gelten bei Historikern als wahrscheinlichste Kandidaten für die leibliche Vaterschaft Alois Hitlers.
Klara Pölzl war demnach eine Nichte zweiten Grades von Alois Hitler (bei der offiziellen Vaterschaft Johann Georg Hiedlers), oder seine Halbnichte (bei Vaterschaft Johann Nepomuk Hüttlers).

### Ehe mit Alois Hitler
Nach dem Pflichtschulbesuch wurde Klara Pölzl im Alter von 16 Jahren Hausangestellte bei Alois Hitler. Auf Drängen von dessen zweiter Ehefrau Franziska, geb. Matzelsberger, wurde sie aus dem Haushalt entfernt. 1884 erkrankte Franziska Hitler allerdings an Tuberkulose, sodass der „Onkel“ Klara bat, zurückzukehren, um seine Frau zu pflegen. Als Franziska Hitler 1884 verstarb, war Klara bereits schwanger. Am 7. Jänner 1885 heiratete sie in Braunau den 23 Jahre älteren Alois Hitler, dessen Geliebte sie gewesen war. Aufgrund des engen Verwandtschaftsverhältnisses musste für die Eheschließung eine kirchliche Dispens erteilt werden.

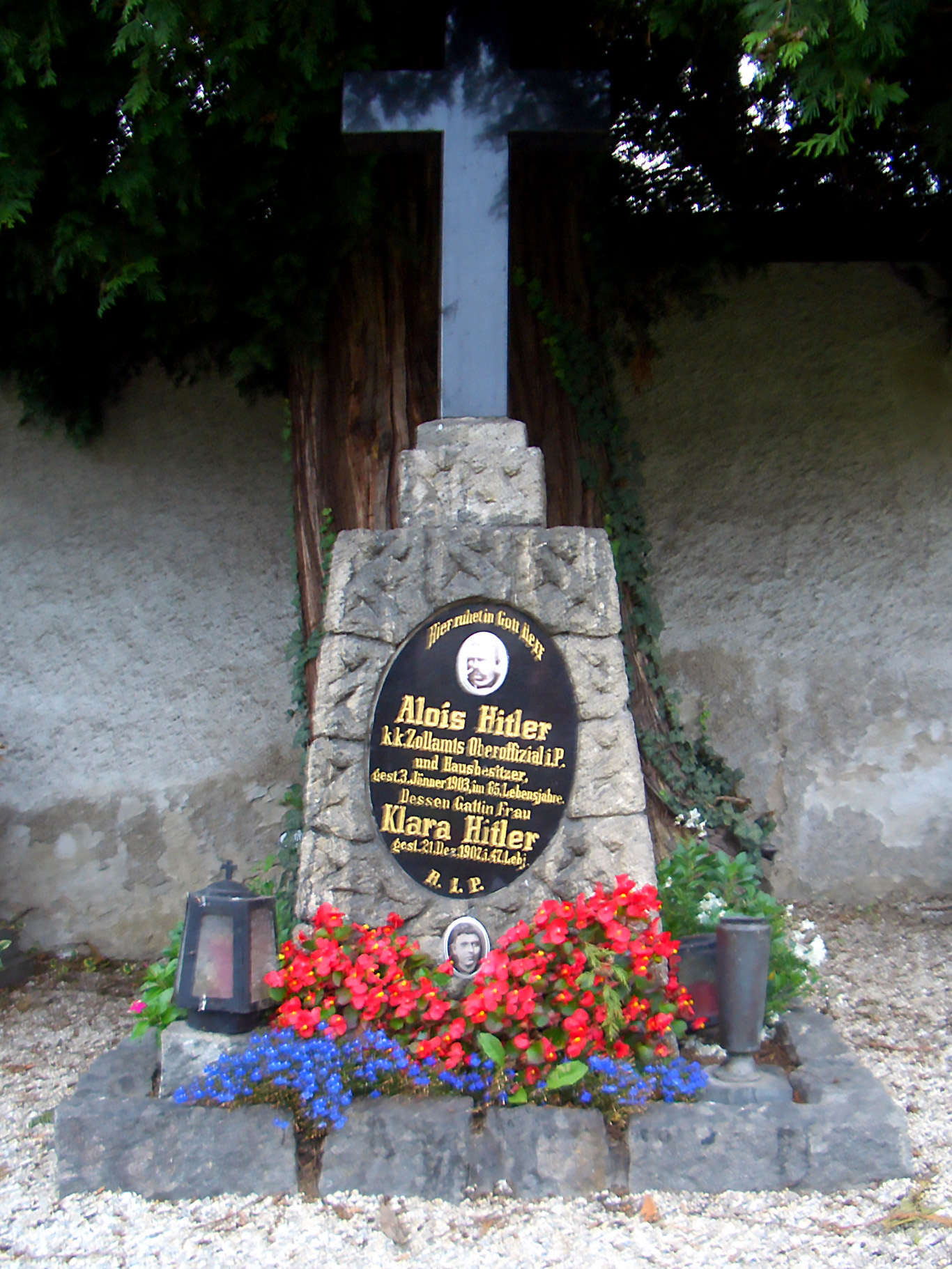
Grab von Klara und Alois Hitler in Leonding, aufgelöst 2012. Den Grabstein hatte Adolf Hitler selbst entworfen.

 Aus der Ehe gingen sechs Kinder hervor, vier Söhne und zwei Töchter. Bis auf Adolf und Paula Hitler starben alle Kinder früh. Die ersten zwei Kinder erlagen den Folgen der Diphtherie: Ende 1887 starb der 1885 geborene Gustav, Anfang 1888 Ida im Alter von 15 Monaten. Erst der am 20. April 1889 um 6:30 Uhr im Gasthof zum Pommer in Braunau am Inn als Klaras drittes Kind geborene Adolf überlebte das Kindesalter. Der am 17. Juni 1892 geborene Otto verstarb am 23. Juni im Alter von sieben Tagen an Hydrocephalus. Im März 1894 kam Edmund auf die Welt, der am 29. Juni 1900 im Alter von sechs Jahren an Masern starb. Als letztes Kind wurde Paula 1896 geboren, sie starb im Juni 1960.
Psychoanalytiker wie etwa Arno Gruen gehen davon aus, dass Adolf Hitlers Beziehung zu seinem Vater Alois durch Gewalt geprägt war. Seine Mutter dagegen habe ihn „vergöttert“. Da seine zwei älteren Geschwister kurz vor seiner Geburt gestorben waren, habe die Mutter stets gefürchtet, auch ihr drittes Kind zu verlieren. Dieses Spannungsverhältnis habe einen prägenden Einfluss auf Hitlers Persönlichkeitsentwicklung gehabt: Die Mutter habe den Sohn nicht vor den Züchtigungen des Vaters schützen können, ihn aber, ausgleichend, vergöttert und dadurch in einem Machtspiel gegen den Vater benutzt. Das Kind habe die Mutter als schwach und verachtenswert erlebt, so wie sein Vater sie wahrgenommen habe. Gleichzeitig habe der Sohn die Mutter gegen den Vater beschützen wollen. Diese Situation habe das Kind in innere Konflikte gestürzt, denen es nur durch Entfremdung von sich selbst und seinen Bedürfnissen habe ausweichen können. Durch diese Entfremdung habe sich nur eine schwache Identität entwickelt. Die innere Leere sei durch gewalttätige Fantasien und aufgesetzte Posen überspielt worden.
Klara Hitler wird von dem frühen Hitler-Biografen Fritz Chelius als „eine schlichte, arbeitsame Hausfrau“ geschildert, „deren ganze Sorge dem Werden und Wohlergehen der Kinder galt“. Die Ehe Alois Hitlers mit Klara wird von verschiedenen Bekannten, die in Braunau am Inn, Passau, Hafeld, Lambach und Leonding in der Familie verkehrten, als durchaus glücklich bezeichnet. Robert G. L. Waite wies darauf hin, dass Alois Hitler seine Frau und die Kinder sehr häufig verprügelte.

### Krankheit und Tod
Im Jahr 1905 verkaufte Klara Hitler das Haus in Leonding und bezog mit ihren beiden minderjährigen Kindern und ihrer Schwester Johanna Pölzl eine Wohnung in Linz, die im 3. Stock des Hauses Humboldtstraße 31 lag. Ihre zwei Stiefkinder waren zu der Zeit schon ausgezogen: Alois Hitler d. J. ging in Linz Gelegenheitsarbeiten nach, Angela Hitler hatte 1903 den Beamten Leo Raubal geheiratet.
Klara Hitler überlebte ihren Gatten nur um wenige Jahre. Am 14. Jänner 1907 konsultierte sie ihren jüdischen Hausarzt Eduard Bloch wegen Schmerzen in der Brust. Bloch stellte Brustkrebs als Ursache für die Schmerzen fest und riet Klara Hitler zu einer Brustamputation. Am 18. Jänner 1907 wurde ihr die erkrankte Brust in einer einstündigen Operation im Linzer Krankenhaus der Barmherzigen Schwestern entfernt. Nach der Operation verblieb sie noch 20 Tage im Krankenhaus.
Am 16. Mai 1907 übersiedelte sie in die damals unabhängige Stadt Urfahr, in eine Dreizimmerwohnung im 1. Stock des Hauses Blütenstraße 9. Von November 1907 an wurde sie täglich von Bloch zu Hause besucht und behandelt. Er versorgte in ihren letzten sieben Wochen die ulzerierende Wunde mit Iodoform-Gaze. Mit dieser damals üblichen, allerdings sehr schmerzhaften Behandlungsmethode wurde versucht, den Krankheitsherd zu verätzen. Gegen die Schmerzen erhielt sie Morphin.
Am 21. Dezember 1907 um zwei Uhr morgens starb Klara Hitler im Alter von 47 Jahren in Urfahr an ihrer Krebserkrankung. Eduard Bloch erinnerte sich später, er habe nach ihrem Tod „nie einen jungen Menschen so schmerzgebrochen und leiderfüllt“ gesehen wie Adolf Hitler.
Am 28. März 2012 wurde das Grab der Eheleute auf dem Pfarrfriedhof Leonding – mit Zustimmung einer Verwandten als Nutzungsberechtigter – aufgelöst, da es eine Pilgerstätte für rechtsextreme Kreise geworden war.

## Rezeption
Alois Hitler schrieb in einer – 31 Briefe umfassenden – Korrespondenz mit dem Straßenmeister Josef Radlegger über Klara Hitler: „Meine Frau ist gerne tätig und besitzt die nötige Freude und auch das Verständnis für eine Ökonomie.“ Aus dem Briefwechsel geht hervor, dass Klara Hitler eine bestimmende Wirtschafterin war und das Geld besaß, mit dem sich Alois Hitler den 20 Hektar umfassenden Gutshof bei Hafeld bei Lambach gekauft hatte.
Roald Dahl schrieb unter dem Titel Genesis und Katastrophe (englisch: Genesis and Catastrophe: A True Story) ein fiktives Gespräch am Wochenbett zwischen Klara und Alois Hitler und dem Arzt bzw. Geburtshelfer, das auch die drei früh verstorbenen Geschwister Adolf Hitlers einbezieht. Die Geschichte spielt sich zunächst anonym ab; erst im Laufe der Dialoge stellt sich heraus, dass es sich um die Geburt Adolf Hitlers handelt.
Der französische Autor Régis Jauffret hat 2024 einen Roman über Klara Hitler in Form eines fiktiven Tagebuchs publiziert.

## Film
- Oliver Halmburger, Thomas Staehler: Familie Hitler – Im Schatten des Diktators. Dokumentarfilm. Unter Mitarbeit von Timothy Ryback und Florian Beierl. Oliver Halmburger Loopfilm GmbH, München, und ZDF-History, Mainz 2005.